# Humajmat ad-Dajir
Humajmat ad-Dajir – wieś w Syrii, w muhafazie Idlib. W 2004 roku liczyła 1692 mieszkańców.